# Dotalabrus alleni
Dotalabrus alleni är en fiskart som beskrevs av Russell, 1988. Dotalabrus alleni ingår i släktet Dotalabrus och familjen läppfiskar. IUCN kategoriserar arten globalt som livskraftig. Inga underarter finns listade i Catalogue of Life.